# ديفيد كاباييرو
ديفيد كاباييرو (بالإسبانية: David Caballero)‏ هو لاعب كرة مضرب إسباني، ولد في 14 نوفمبر 1974 في مولينا دي سيغورا في إسبانيا.

## وصلات خارجية
- ديفيد كاباييرو على موقع رابطة محترفي التنس (الإنجليزية)
- ديفيد كاباييرو على موقع الاتحاد الدولي لكرة المضرب (الإنجليزية)
- ديفيد كاباييرو على موقع خلاصة التنس.كوم (الإنجليزية)